# David Miletić
David Miletić (Heppenheim, 22 agosto 1998) è un giocatore di football americano tedesco naturalizzato serbo, che gioca nel ruolo di linebacker per i Frankfurt Galaxy.
Anche suo fratello minore Danijel gioca a football americano.